# Queso de Canal de Ciercos
El queso Canal de Ciercos es un queso elaborado en la comunidad autónoma del Principado de Asturias, en España.

## Elaboración
El queso está elaborado con leche de vaca pasteurizada, aunque también se puede encontrar hecho con leche de cabra y de oveja. A la leche pasteurizada se le añaden fermentos lácticos. Al llegar a una temperatura de 30 °C se le añade el cuajo y en 1 hora se obtiene la cuajada.Se corta al tamaño de garbanzos y se le quita parcialmente el suero, se sala añadiendo sal y se coloca la masa en moldes de plástico con agujeros para quitarles todo el suero restante, Luego pasa a la cámara de maduración a una temperatura de 10 °C y una humedad del 80%, permaneciendo allí una semana, durante la cual, se les da la vuelta a los quesos diariamente para que maduren por igual.

## Características
Este queso cremos es cilíndrico, de pequeño tamaño ya que las piezas rondan el medio kilo. El interior o pasta es de color amarillo claro, la corteza es de color amarillo.

## Zona de elaboración
Este queso se elabora en la aldea de San Esteban de Cuñaba, en el concejo asturiano de Peñamellera Baja